# Hospital de San Pablo (Etiopía)
El Hospital de San Pablo  es un centro de salud en Adís Abeba se trata del segundo hospital más grande del país africano de Etiopía. 
El hospital fue construido por el emperador Haile Selassie I en 1969 con la ayuda de la Iglesia Evangélica Alemana. Su objetivo era servir a las personas de menos recursos. Una escuela de medicina fue creada en 2007.
El hospital cuenta con 350 camas y tiene una media anual de 200.000. pacientes. Tiene una población de referencia de más de 5 millones.
El hospital cuenta con 1.200 individuos entre personal clínico y no clínico.